# Antero Lähde
Antero Jouko Lähde (ur. 13 grudnia 1964 w Kauvatsa) – fiński biathlonista, srebrny medalista mistrzostw świata. W Pucharze Świata zadebiutował w sezonie 1984/1985. W indywidualnych zawodach tego cyklu nigdy nie stanął na podium, jednak 7 marca 1986 roku w Lahti i 22 lutego 1987 roku w Canmore wspólnie z kolegami z reprezentacji zajmował trzecie miejsce w sztafecie. W 1986 roku wystąpił na mistrzostwach świata w Oslo, gdzie zajął 32. miejsce w sprincie i czwarte w sztafecie. Najlepszy wynik indywidualny osiągnął podczas mistrzostw świata w Lahti w 1991 roku, zajmując 15. miejsce w biegu indywidualnym. W 1988 roku brał udział w igrzyskach olimpijskich w Calgary, gdzie uplasował się na 42. pozycji w sprincie i dwunastej w sztafecie. W 1984 roku wywalczył srebrny medal w sztafecie podczas MŚJ w Chamonix.

## Osiągnięcia

### Igrzyska olimpijskie
| Rok  | Miejscowość | Konkurencje | Konkurencje | Konkurencje | Konkurencje | Konkurencje | Konkurencje | Konkurencje |
| Rok  | Miejscowość | IN          | SP          | PU          | MS          | RL          | MR          | SR          |
| ---- | ----------- | ----------- | ----------- | ----------- | ----------- | ----------- | ----------- | ----------- |
| 1988 | Calgary     | –           | 42.         | nd.         | nd.         | 12.         | nd.         | –           |

### Mistrzostwa świata
| Rok  | Miejscowość | Konkurencje | Konkurencje | Konkurencje | Konkurencje | Konkurencje | Konkurencje | Konkurencje |
| Rok  | Miejscowość | IN          | SP          | PU          | MS          | RL          | MR          | SR          |
| ---- | ----------- | ----------- | ----------- | ----------- | ----------- | ----------- | ----------- | ----------- |
| 1986 | Oslo        | –           | 32.         | nd.         | nd.         | 4.          | nd.         | –           |
| 1987 | Lake Placid | 38.         | –           | nd.         | nd.         | 5.          | nd.         | –           |
| 1990 | Mińsk/Oslo  | 20.         | 23.         | nd.         | nd.         | 6.          | nd.         | –           |
| 1991 | Lahti       | 15.         | 35.         | nd.         | nd.         | –           | nd.         | –           |

### Puchar Świata

#### Miejsca w klasyfikacji generalnej
| Sezon     | Miejsce |
| --------- | ------- |
| 1984/1985 | ?       |
| 1985/1986 | ?       |
| 1986/1987 | 36.     |
| 1987/1988 | 63.     |
| 1988/1989 | ?       |
| 1989/1990 | 60.     |
| 1990/1991 | 76.     |

#### Miejsca na podium chronologicznie
Lähde nigdy nie stanął na podium indywidualnych zawodów PŚ.